# Албания на летних Олимпийских играх 2012
Албания принимала участие в летних Олимпийских играх 2012 года, которые проходили в Лондоне (Великобритания) с 27 июля по 12 августа, где её представляли 10 спортсменов в пяти видах спорта. На церемонии открытия Олимпийских игр флаг Албании несла тяжёлоатлет Ромела Бегай.
12 июля в отеле «Рогнер» (Тирана) министр культуры, молодёжи и спорта Республики Косово Мемли Красники и министр туризма, культуры, молодёжи и спорта Албании Альдо Бумчи встретились с албанскими олимпийцами и вручили им знамя для церемонии открытия.
На летних Олимпийских играх 2012 Албания вновь не сумела завоевать свою первую олимпийскую медаль. Допинг-проба тяжелоатлета Эрканда Керимая дала положительный результат во время чемпионата Европы в Анталии, где он стал чемпионом в весовой категории до 77 кг. В итоге, его выступления было приостановлено и на Олимпийских играх его заменил Эндри Карина.

## Состав и результаты

### Дзюдо
Женщины
| Соревнование | Спортсмены         | 1/16 финала                | 1/8 финала                  | Четвертьфинал         | Полуфинал             | Финал                 | Место |
| Соревнование | Спортсмены         | Соперник Результат         | Соперник Результат          | Соперник Результат    | Соперник Результат    | Соперник Результат    | Место |
| ------------ | ------------------ | -------------------------- | --------------------------- | --------------------- | --------------------- | --------------------- | ----- |
| до 52 кг     | Майлинда Кельменди | FINЯ. Сундберг В 0020:0001 | MRIК. Легентиль П 0101:1001 | Завершила выступление | Завершила выступление | Завершила выступление | 9     |

### Лёгкая атлетика
Мужчины
Технические виды
| Соревнование  | Спортсмены     | Квалификация | Квалификация | Финал                | Финал                |
| Соревнование  | Спортсмены     | Результат    | Место        | Результат            | Место                |
| ------------- | -------------- | ------------ | ------------ | -------------------- | -------------------- |
| Толкание ядра | Адриатик Ходжа | 17,58        | 36           | Завершил выступление | Завершил выступление |

Женщины
Беговые виды
| Соревнование | Спортсмены    | Отборочный раунд | Отборочный раунд | Отборочный раунд | Полуфинал             | Полуфинал             | Полуфинал             | Финал                 | Финал                 |
| Соревнование | Спортсмены    | Забег            | Результат        | Место            | Забег                 | Результат             | Место                 | Результат             | Место                 |
| ------------ | ------------- | ---------------- | ---------------- | ---------------- | --------------------- | --------------------- | --------------------- | --------------------- | --------------------- |
| 200 метров   | Клодиана Шала | WD               | WD               | WD               | Завершила выступление | Завершила выступление | Завершила выступление | Завершила выступление | Завершила выступление |

### Плавание
Мужчины
| Соревнование              | Спортсмены  | Отборочный раунд | Отборочный раунд | Полуфинал            | Полуфинал            | Финал                | Финал                |
| Соревнование              | Спортсмены  | Результат        | Место            | Результат            | Место                | Результат            | Место                |
| ------------------------- | ----------- | ---------------- | ---------------- | -------------------- | -------------------- | -------------------- | -------------------- |
| 100 метров вольным стилем | Сидни Ходжа | 51,11 (NR)       | 37               | Завершил выступление | Завершил выступление | Завершил выступление | Завершил выступление |

Женщины
| Соревнование           | Спортсмены  | Отборочный раунд | Отборочный раунд | Полуфинал             | Полуфинал             | Финал                 | Финал                 |
| Соревнование           | Спортсмены  | Результат        | Место            | Результат             | Место                 | Результат             | Место                 |
| ---------------------- | ----------- | ---------------- | ---------------- | --------------------- | --------------------- | --------------------- | --------------------- |
| 100 метров баттерфляем | Ноэль Борши | 1:05,49          | 40               | Завершила выступление | Завершила выступление | Завершила выступление | Завершила выступление |

### Стрельба
Мужчины
| Соревнование                       | Спортсмены   | Квалификация | Квалификация | Финал                | Финал                |
| Соревнование                       | Спортсмены   | Очки         | Место        | Очки                 | Место                |
| ---------------------------------- | ------------ | ------------ | ------------ | -------------------- | -------------------- |
| Пневматический пистолет, 10 метров | Арбен Куцана | 577          | 20           | Завершил выступление | Завершил выступление |
| Пистолет, 50 метров                | Арбен Куцана | 524          | 37           | Завершил выступление | Завершил выступление |

### Тяжёлая атлетика
Мужчины
| Соревнование | Спортсмены      | Рывок     | Рывок | Толчок    | Толчок | Всего | Место |
| Соревнование | Спортсмены      | Результат | Место | Результат | Место  | Всего | Место |
| ------------ | --------------- | --------- | ----- | --------- | ------ | ----- | ----- |
| до 69 кг     | Брикен Калья    | 143       | 12    | 177       | 7      | 320   | 9     |
| до 69 кг     | Даниэль Годелли | NM        | NM    | NM        | NM     | NM    | NM    |
| до 94 кг     | Эндри Карина    | 155       | 15    | 195       | 14     | 350   | 14    |

Женщины
| Соревнование | Спортсмены   | Рывок     | Рывок | Толчок    | Толчок | Всего | Место |
| Соревнование | Спортсмены   | Результат | Место | Результат | Место  | Всего | Место |
| ------------ | ------------ | --------- | ----- | --------- | ------ | ----- | ----- |
| до 58 кг     | Ромела Бегай | 101       | 7     | 115       | 12     | 216   | 11    |